# Rose Bowl 2025
Match précédent Match suivant
Le Rose Bowl 2025 est un match de football américain de niveau universitaire joué après la saison régulière de 2024, le 1er janvier 2025, au Rose Bowl de Pasadena en Californie.
Il est un des quarts de finale du College Football Playoff (CFP).
Il s'agit de la 111e édition du Rose Bowl.
Le match est programmé à 14 heures locales et est retransmis en télévision sur ESPN.
Il met en présence les Buckeyes d'Ohio State (équipe classée no 6 et tête de série no 8 du CFP) et les Ducks de l'Oregon (équipe classée no 1 et tête de série no 1 du CFP).
Ohio State remporte le match 41 à 21 et se qualifie pour la demi-finale du CFP jouée à l'occasion du Cotton Bowl Classic 2025 le 10 janvier 2025.
Sponsorisé par la société Prudential Financial, le match est officiellement dénommé le Rose Bowl 2025 presented by Prudential.

## Équipes
Le mach met en présence deux équipes sélectionnées an fin de saison régulière par le Comité du College Football Playoff (CFP).
Il s'agit de la seule rencontre du tournoi du CFP 2024 qui oppose deux équipes issues de la même conférence.
Oregon est considérée comme équipe jouant à domicile : dispensée du premier tour, elle possède au terme de la saison régulière, le 1er meilleur classement des champions de conférence et est désignée tête de série no 1 du tournoi.
Ohio State est considérée comme équipe visiteuse : désignée tête de série no 8 du tournoi, elle a remporté son match du premier tour en battant les Volunteers du Tennesse 17 à 42.
Le vainqueur se qualifie pour la demi-finale du CFP jouée à l'occasion du Cotton Bowl Classic 2025.
| Équipes                                                                                              | Couleurs | Conférences | Entraîneurs                   | Stats. saison rég. | Classements avant le bowl | Classements avant le bowl | Classements avant le bowl |
| --- | -------- | ----------- | ----------------------------- | ------------------ | ------------------------- | ------------------------- | ------------------------- |
| Équipes                                                                                              | Couleurs | Conférences | Entraîneurs                   | Stats. saison rég. | CFP                       | AP                        | Coaches                   |
| Buckeyes d'Ohio State                                                                                |          | Big 10      | Ryan Day (en) (6e saison)     | 11-2               | no 6                      | no 6                      | no 7                      |
| Ducks de l'Oregon                                                                                    |          | Big 10      | Dan Lanning (en) (1re saison) | 13-0               | no 1                      | no 1                      | no 1                      |
| - Arbitre : Adam Savoie (ACC) - Équipe donnée favorite par les bookmakers : Ohio State par 2½ points |          |             |                               |                    |                           |                           |                           |

Il s'agit de la 12e rencontre entre les deux équipes, Ohio State menant les statistiques avec 9 victoires contre 2 à Oregon
| Saison | Date              | Vainqueur  | Score   | Perdant    | Compétition                              |
| ------ | ----------------- | ---------- | ------- | ---------- | ---------------------------------------- |
| 2024   | 12 octobre 2024   | Oregon     | 32 - 31 | Ohio State | Saison régulière, joué à Eugène (Oregon) |
| 2021   | 11 septembre 2021 | Oregon     | 35 - 28 | Ohio State | Saison régulière, joué à Columbus (Ohio) |
| 2014   | 12 janvier 2015   | Ohio State | 42 - 20 | Oregon     | Finale du CFP (joué à Arlington, Texas)  |
| 2009   | 1er janvier 2010  | Ohio State | 26 - 17 | Oregon     | Rose Bowl 2010                           |
| 1987   | 19 septembre 1987 | Ohio State | 24 - 14 | Oregon     | Saison régulière, joué à Columbus (Ohio) |

### Buckeyes d'Ohio State
Ohio State termine la saison régulière avec 10 victoires pour 2 défaites (7-2 en matchs de conférence) et se classe 4e de la Big Ten Conference derrière #1 Oregon, #4 Penn State et #8 Indiana. Ils ont rencontré en saison régulière, trois équipes classées dans le Top 25 : défaite 21-32 contre #3 Oregon, victoires 20-13 contre #3 Penn State et 38-15 contre #5 Indiana.
Désignés à l'issue de la saison régulière, no 6 aux classements CFP et l'AP et no 7 au classement Coaches, les Buckeyes sont qualifiés pour le tournoi du College Football Playoff 2024. 
Ils battent lors du premier tour, les Volunteers du Tennesse 17 à 42. 
Il s'agit de leur 17e apparition au Rose Bowl (9 victoires et 7 défaites) et le 58e bowl de leur histoire (bilan de 27 victoires et 29 défaites).
| Logo     | Postes                | Joueurs                                          | Statistiques                                                                         |
| -------- | --------------------- | ------------------------------------------------ | ------------------------------------------------------------------------------------ |
|          | Quarterback           | Will Howard (en)                                 | 251/343 passes réussies pour 3 171 yards, 29 TDs, 9 interceptions, éval. QB de 173,3 |
| Coureur  | Quinshon Judkins (en) | 157 courses pour 839 yards nets gagnés et 10 TDs |                                                                                      |
| Receveur | Jeremiah Smith (en)   | 63 réceptions pour 1 037 yards et 12 TDs         |                                                                                      |

### Ducks de l'Oregon
Oregon termine la saison régulière avec 12 victoires sans défaite (8-0 en matchs de conférence) et remportent ensuite la finale de conférence Big Ten en battant 47 à 35 Penn State. En saison régulière ils ont rencontré et battu deux équipes classées dans le Top 25 de l'AP, #2 Ohio State (32-31) et #20 Illinois (38-9).
Classés premiers de leur conférence avec un bilan de 13 victoires sans défaite, les Ducks sont désignés no 1 aux classements CFP, AP et Coache's et se qualifient pour le tournoi du College Football Playoff 2024.
Désignés 1re tête de série du tournoi, ils sont exemptés du premier tour.
Il s'agit de leur 9e participation au Rose Bowl (bilan de 4-4) et le 38e bowl de leur histoire (17 victoires et 20 défaites).
| Logo     | Postes            | Joueurs                                            | Statistiques                                                                         |
| -------- | ----------------- | -------------------------------------------------- | ------------------------------------------------------------------------------------ |
|          | Quarterback       | Dillon Gabriel (en)                                | 297/406 passes réussies pour 3 558 yards, 28 TDs, 6 interceptions, éval. QB de 166,6 |
| Coureur  | Jordan James (en) | 226 courses pour 1 253 yards nets gagnés et 15 TDs |                                                                                      |
| Receveur | Tez Johnson (en)  | 78 réceptions pour 866 yards et 10 TDs             |                                                                                      |

## Résumé du match
Début du match à 14 h 12 locales, fin à 17 h 31 locales pour une durée totale de jeu de 3 h 19 min.
Températures de 70 degrés Fahrenheit (21 °C), vent de nord de 6 mi/h (10 km/h), ciel ensoleillé.
| QT            | Temps         | Drive         | Drive         | Drive         | Équipe        | Description de l'action | Score | Score |
| ------------- | ------------- | ------------- | ------------- | ------------- | ------------- | --- | ----- | ----- |
| QT            | Temps         | Jeux          | Yards         | TDP           | Équipe        | Description de l'action | OSU   | ORE   |
| 1             | 14:00         | OSU           | 3             | 75            | 01:00         | TD de 45 yards par le WR Jeremiah Smith (passe du QB Will Howard + 1 pt de conversion par le K Jayden Fielding)                                       | 7     | 0     |
| 1             | 07:31         | OSU           | 3             | 53            | 01:05         | TD de 42 yards par le WR Emeka Egbuka (passe du QB Will Howard + 1 pt de conversion par le K Jayden Fielding)                                         | 14    | 0     |
|               |               |               |               |               |               | |       |       |
| 2             | 14:50         | OSU           | 10            | 63            | 03:53         | FG de 46 yards par le K Jayden Fielding | 17    | 0     |
| 2             | 10:28         | OSU           | 2             | 48            | 00:43         | TD de 43 yards par le WR Jeremiah Smith (passe du QB Will Howard + 1 pt de conversion par le K Jayden Fielding)                                       | 24    | 0     |
| 2             | 08:47         | OSU           | 1             | 66            | 00:10         | TD à la suite d'une course de 66 yards par le RB TreVeyon Henderson (+ 1 pt de conversion par le K Jayden Fielding)                                   | 31    | 0     |
| 2             | 02:59         | OSU           | 10            | 43            | 04:50         | FG de 36 yards par le K Jayden Fielding | 34    | 0     |
| 2             | 00:00         | ORE           | 10            | 75            | 02:59         | TD de 5 yards par le WR Traeshon Holden (passe du QB Dillon Gabriel + 2 pts de conversion par une passe vers le WR Justius Lowe)                      | 34    | 8     |
|               |               |               |               |               |               | |       |       |
| 3             | 08:55         | ORE           | 11            | 75            | 06:05         | TD à la suite d'une course de 2 yards par le RB Noah Whittington (+ 1 pt de conversion par le K Atticus Sappington)                                   | 34    | 15    |
| 3             | 02:19         | OSU           | 6             | 56            | 03:16         | TD à la suite d'une course de 8 yards par le RB TreVeyon Henderson (+ 1 pt de conversion par le K Jayden Fielding)                                    | 41    | 15    |
|               |               |               |               |               |               | |       |       |
| 4             | 10:00         | ORE           | 10            | 51            | 03:36         | TD de 27 yards par le WR Traeshon Holden (passe du QB Dillon Gabriel mais la tentative de conversion à 2 pt par une course du TE Kenyon Sadiq échoue) | 41    | 21    |
| Score final : | Score final : | Score final : | Score final : | Score final : | Score final : | Score final : | 41    | 21    |

## Statistiques
| Systèmes | Noms           | Postes | Équipe     |
| -------- | -------------- | ------ | ---------- |
| Attaque  | Jeremiah Smith | WR     | Ohio State |
| Défense  | Cody Simon     | LB     | Ohio State |

| Statistiques                          | Buckeyes d'Ohio State                                   | Ducks de l'Oregon                                        |
| ------------------------------------- | ------------------------------------------------------- | -------------------------------------------------------- |
| 1er down                              | 20                                                      | 15                                                       |
| 1er down à la course                  | 7                                                       | 2                                                        |
| 1er down à la passe                   | 12                                                      | 13                                                       |
| 1er down suite pénalité               | 1                                                       | 0                                                        |
| Conversion de 3e down                 | 4/11                                                    | 8/19                                                     |
| Conversion de 4e down                 | 0/0                                                     | 2/3                                                      |
| Jeux–yards                            | 57 jeux pour 500 yards                                  | 70 jeux pour 276 yards                                   |
| Yards à la course                     | 31 courses pour 181 yards (moyenne de 5,8 yards/course) | 28 courses pour -23 yards (moyenne de -0,8 yards/course) |
| Yards à la passe                      | 319                                                     | 299                                                      |
| Passes: Réussies-Tentées-Interceptées | 17/26 passes complétées, 0 interception                 | 29/42 passes complétées, 0 interception                  |
| Réussite en zone rouge/chances        | 2/2                                                     | 2/2                                                      |
| TD                                    | 5 (2 à la course, 3 à la passe)                         | 3 (1 à la course,2 à la passe)                           |
| Field Goals                           | 2/2                                                     | 0/0                                                      |
| Sacks (Nombre-Yards)                  | 8 sacks pour 58 yards adverses perdus                   | 0 sack                                                   |
| Fumbles (Nombre/Perdus)               | 0/0                                                     | 0/0                                                      |
| Pénalités (Nombre/Yards perdus)       | 2 pour 14 yards perdus                                  | 3 pour 13 yards perdus                                   |
| Temps de possession                   | 29:05                                                   | 30:55                                                    |

| Buckeyes d'Ohio State |                    |                                                                                                  |
| Quarterback           | Will Howard        | 17/26 passes complétées, 319 yards, 0 interception, 3 TDs, 0 sack subi, évaluation QB de 206,5   |
| Meilleurs coureurs    | TreVeyon Henderson | 8 courses pour 94 yards, 2 TDs, moyenne de 11,8 yards/course                                     |
| Meilleurs coureurs    | Quinshon Judkins   | 17 courses pour 85 yards                                                                         |
| Meilleurs coureurs    | Jeremiah Smith     | 1 course pour 5 yards                                                                            |
| Meilleurs receveurs   | Jeremiah Smith     | 7/10 réceptions pour 187 yards, 2 TDs                                                            |
| Meilleurs receveurs   | Emeka Egbuka       | 5 réceptions pour 72 yards                                                                       |
| Meilleurs receveurs   | Gee Scott Jr.      | 1 réceptions pour 30 yards                                                                       |
| Meilleurs receveurs   | TreVeyon Henderson | 3 réceptions pour 20 yards                                                                       |
| Meilleurs receveurs   | Carnell Tate       | 1 réceptions pour 10 yards                                                                       |
| Meilleur défenseur    | Cody Simon         | 11 plaquages dont 7 en solo, 3 TFL (14 yards), 2 sacks (13 yards), 1 passe déviée                |
| Ducks de l'Oregon     |                    |                                                                                                  |
| Quarterback           | Dillon Gabriel     | 29/41 passes complétées, 299 yards, 0 interception, 2 TDs, 8 sacks subis, évaluation QB de 148,1 |
| Meilleurs coureurs    | Jordan James       | 7 courses pour 14 yards nets gagnés, moyenne de 2 yards/course                                   |
| Meilleurs coureurs    | Jayden Limar       | 2 courses pour 4 yards                                                                           |
| Meilleurs coureurs    | Noah Whittington   | 6 courses pour 3 yards et 1 TD                                                                   |
| Meilleurs coureurs    | Tez Johnson        | 1 courses pour -1 yards                                                                          |
| Meilleurs coureurs    | Dillon Gabriel     | 12 courses pour -43 yards                                                                        |
| Meilleurs receveurs   | Traeshon Holden    | 7/8 réceptions pour 116 yards gagnés, 2 TDs                                                      |
| Meilleurs receveurs   | Terrance Ferguson  | 5 réceptions pour 71 yards                                                                       |
| Meilleurs receveurs   | Tez Johnson        | 5 réceptions pour 32 yards                                                                       |
| Meilleurs receveurs   | Noah Whittington   | 6 réceptions pour 30 yards                                                                       |
| Meilleurs receveurs   | Justius Lowe       | 2 réceptions pour 27 yards                                                                       |
| Meilleurs receveurs   | Jordan James       | 2 réceptions pour 7 yards                                                                        |
| Meilleurs receveurs   | Gary Bryant Jr.    | 1 réception pour 6 yards                                                                         |
| Meilleur défenseur    | Bryce Boettcher    | 7 plaquages dont 5 en solo                                                                       |